# Capacete

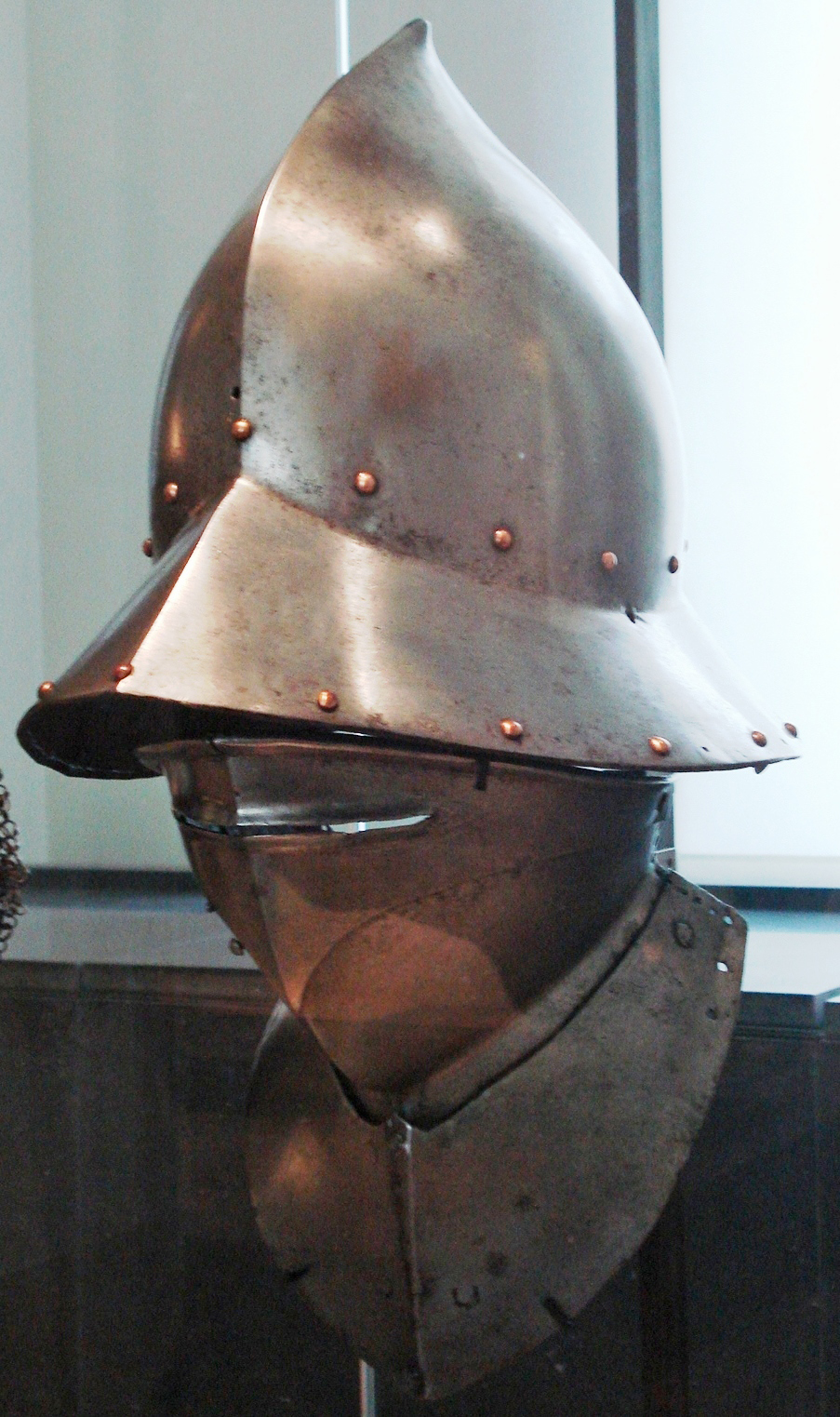
Capacete y gorjal. Fabricado en Calatayud alrededor del año 1470.

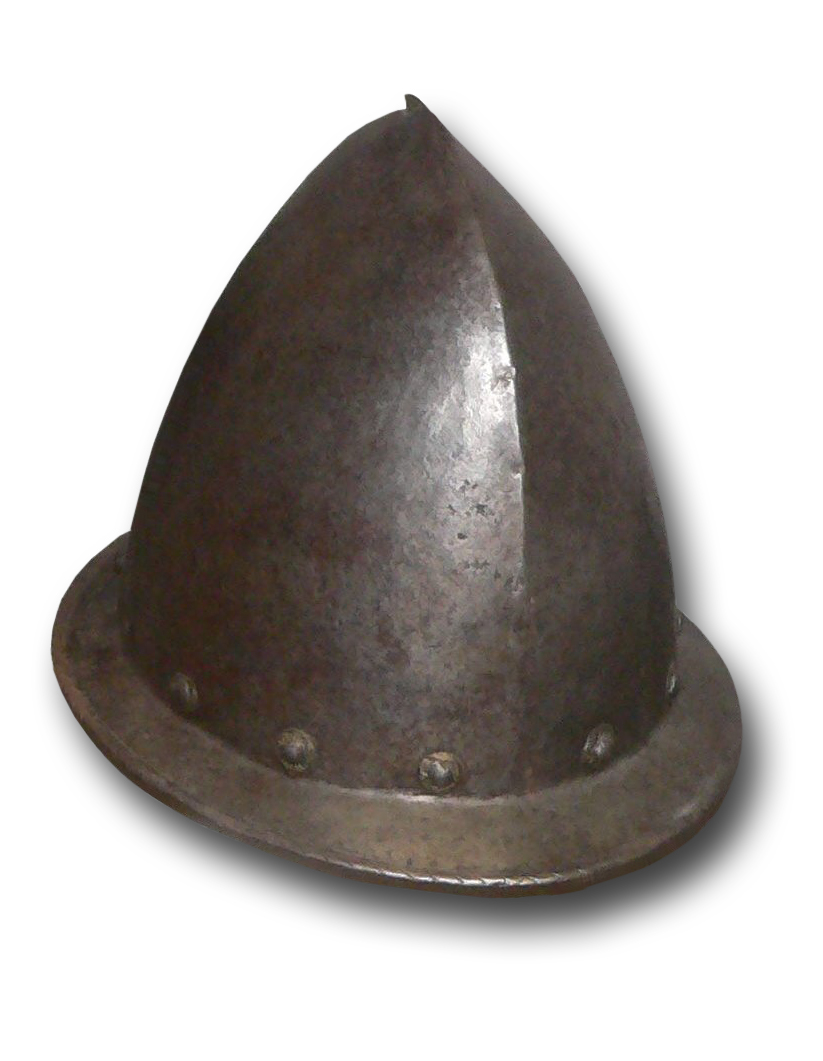
Un capacete tardío

El capacete es un casco de finales de la Edad Media originario de España, abierto, resultante del capillo de hierro y parecido al morrión, de donde proviene el nombre de morrión español que le dieron en Inglaterra. Pero era más esférico que aquel, chato o aplanado, y parecido a media cáscara de almendra, con alas anchas y caídas.
El yelmo se fabricaba a partir de una sola pieza metálica, se le daba una forma ergonómica para el cráneo que presentaba una arista mediana longitudinal que iba de la frente a la nuca, algunas veces formaba una pequeña cresta en la parte superior, de la parte inferior surgían unas viseras o alas caídas que ofrecían una gran protección contra los golpes provenientes desde arriba o la ceguera que pudiera causar el sol. La mandíbula y el cuello se protegían con una pieza adicional llamada gorjal. Se sujetaba mediante un barboquejo. 
Se hacían en varios puntos de España, siendo en Calatayud donde se fabricaban el mayor número de ellos y los más reclamados.
Lo menciona Moratín, que cita la octava 57 del canto épico Las naves de Cortés destruidas, de Joseph María Vaca de Guzmán: «De oro en bilbilitanos capacetes, garzotas entre blancos martinetes».

## Etimología
La palabra capacete es propia del español. Según algunos, derivaría de un sustantivo italiano que designa una pera, a causa de la forma del casco.

## Uso y evolución
Se usó en Europa Occidental, sobre todo en España e Italia, desde mediados del siglo XV hasta mediados del siglo XVII. Lo utilizaba la infantería y los piqueros, y también las tropas a caballo que manejaban armas de fuego, como los arcabuceros, arguletes, pistoletes, etc.

## Formas y características
El casquete del capacete tenía las siguientes formas, de un cuenco, una almendra o una pera (de ahí el sobrenombre de capacete de pera). Estaba provisto de un reborde estrecho y terminaba en una punta saliente en su borde superior (como la cola de una pera). La mayoría de los capacetes eran lisos, aunque a veces estaban decorados con grabados o ribetes.